# Onthophagus shizumui
Onthophagus shizumui là một loài bọ cánh cứng trong họ Bọ hung (Scarabaeidae).